# زورخانه مسجدسلیمان
زورخانه مسجدسلیمان مربوط به دوره پهلوی است و در داخل محدوده شهری مسجد سلیمان، جنوب میدان انقلاب (میدان مرکزی شهر) خیابان آزادی واقع شده و این اثر در تاریخ ۲۵ آبان ۱۳۸۷ با شمارهٔ ثبت ۲۳۷۸۴ به‌عنوان یکی از آثار ملی ایران به ثبت رسیده است.